# Ivahî, Ohtîrka
Ivahî (în ucraineană Івахи) este un sat în comuna Rîbalske din raionul Ohtîrka, regiunea Sumî, Ucraina.

## Demografie
Componența lingvistică a localității Ivahî
     Ucraineană (95,71%)
     Rusă (4,29%)
Conform recensământului din 2001, majoritatea populației localității Ivahî era vorbitoare de ucraineană (95,71%), existând în minoritate și vorbitori de rusă (4,29%).